# 襄陽南部都尉
襄陽南部都尉，中国三国时期曹魏的行政区划。
曹魏明帝景初元年（237年），分襄阳郡宜城县（今湖北省宜城市）、邔县、临沮县（今湖北省远安县西北）、旍阳县四县置襄阳南部都尉。临近东吴的南郡和宜都郡。西晋时，省襄阳南部都尉，还属襄阳郡。